# Andrzej Nikodem
Andrzej Nikodem (ur. 16 listopada 1968 w Czeladzi) – polski piłkarz, występujący na pozycji obrońcy.

## Życiorys
Seniorską karierę rozpoczynał w Górniku Wojkowice. W 1990 roku przeszedł do CKS Czeladź, występującego wówczas w III lidze. Na początku 1994 roku został piłkarzem pierwszoligowego GKS Katowice. W barwach tego klubu m.in. zdobył wicemistrzostwo Polski w sezonie 1993/1994, dotarł do 1/8 finału Pucharu UEFA w sezonie 1994/1995 (wystąpił w meczach przeciwko Interowi Cardiff, Arisowi Saloniki, Girondins Bordeaux i Bayerowi 04 Leverkusen) oraz wygrał w 1995 roku Superpuchar Polski. Ogółem w barwach GKS Nikodem rozegrał 31 spotkań w I lidze. W rundzie jesiennej sezonu 1996/1997 był piłkarzem Górnika Lędziny, po czym wrócił do CKS Czeladź. W 1999 roku został zawodnikiem Włókniarza Kietrz. W 2002 roku odszedł do Carbo Gliwice, po czym reprezentował jeszcze barwy Unii Skierniewice, MKS Myszków i Milenium Wojkowice. W 2004 roku zakończył karierę, po czym pracował w firmie wędliniarskiej. W 2012 roku na krótko wznowił karierę, występując w CKS Czeladź na poziomie klasy B.

## Życie prywatne
Jego bratem jest Mirosław, który był piłkarzem m.in. Ruchu Chorzów i Polonii Bytom. Jest żonaty z Dorotą, ma dwóch synów.

## Statystyki ligowe
| Sezon         | Klub               | Liga           | Mecze | Gole |
| ------------- | ------------------ | -------------- | ----- | ---- |
| 1989/1990 (w) | CKS Czeladź        | III liga       | 16    | 0    |
| 1990/1991     | CKS Czeladź        | III liga       | 30    | 2    |
| 1991/1992     | CKS Czeladź        | III liga       | 31    | 2    |
| 1992/1993     | CKS Czeladź        | III liga       | 34    | 4    |
| 1993/1994 (j) | CKS Czeladź        | III liga       | 17    | 2    |
| 1993/1994 (w) | GKS Katowice       | I liga         | 4     | 0    |
| 1994/1995     | GKS Katowice       | I liga         | 15    | 0    |
| 1995/1996     | GKS Katowice       | I liga         | 12    | 0    |
| 1996/1997 (j) | Górnik Lędziny     | III liga       | ?     | ?    |
| 1996/1997 (w) | CKS Czeladź        | III liga       | 15    | 5    |
| 1997/1998     | CKS Czeladź        | III liga       | 33    | 4    |
| 1998/1999     | CKS Czeladź        | III liga       | 32    | 11   |
| 1999/2000     | Włókniarz Kietrz   | II liga        | 33    | 3    |
| 2000/2001     | Włókniarz Kietrz   | II liga        | 33    | 2    |
| 2001/2002     | Włókniarz Kietrz   | II liga        | 23    | 3    |
| 2002/2003     | Carbo Gliwice      | III liga       | ?     | 3    |
| 2003/2004 (j) | Unia Skierniewice  | III liga       | ?     | 0    |
| 2003/2004 (w) | MKS Myszków        | IV liga        | ?     | ?    |
| 2004/2005 (j) | Milenium Wojkowice | klasa okręgowa | ?     | ?    |
| 2012/2013 (j) | CKS Czeladź        | klasa B        | 5     | 1    |